# Chicago Film Critics Association Awards 2009
22. ročník předávání cen asociace Chicago Film Critics Association se konal dne 21. prosince 2009.

## Vítězové a nominovaní

### Nejlepší film
Smrt čeká všude
- Hanebný pancharti
- Seriózní muž
- Lítám v tom
- Max a maxipříšerky

### Nejlepší cizojazyčný film
Bílá stuha (Německo)
- Rozervaná objetí (Španělsko)
- Krvavé pobřeží (Čína)
- Sin Nombre (Španělsko)
- Letní čas (Francie)

### Nejlepší režisér
Kathryn Bigelowová – Smrt čeká všude
- Joel Coen a Ethan Coen – Seriózní muž
- Spike Jonze – Max a maxipříšerky
- Jason Reitman – Lítám v tom
- Quentin Tarantino – Hanebný pancharti

### Nejlepší adaptovaný scénář
Lítám v tom – Jason Reitman a Sheldon Turner
- Škola života – Nick Hornby
- Politické kruhy – Jesse Armstrong, Simon Blackwell, Armando Iannucci a Tony Roche
- Max a maxipříšerky – Spike Jonze a Dave Eggers
- Informátor! – Scott Z. Burns

### Nejlepší původní scénář
Smrt čeká všude – Mark Boal
- Hanebný pancharti – Quentin Tarantino
- Všude dobře, proč být doma – Dave Eggers a Vendela Vida
- Seriózní muž – Joel Coen a Ethan Coen
- Vzhůru do oblak – Bob Peterson

### Nejlepší herec v hlavní roli
Jeremy Renner – Smrt čeká všude
- Jeff Bridges – Crazy Heart
- George Clooney – Lítám v tom
- Matt Damon – Informátor!
- Michael Stuhlbarg – Seriózní muž

### Nejlepší herečka v hlavní roli
Carey Mulligan – Škola života
- Gabourey Sidibe – Precious
- Abbie Cornish – Jasná hvězda
- Maya Rudolph – Všude dobře, proč být doma
- Meryl Streepová – Julie a Julia

### Nejlepší herec ve vedlejší roli
Christoph Waltz – Hanebný pancharti
- Woody Harrelson – The Messenger
- Christian McKay – Já a Orson Welles
- Stanley Tucci – Pevná pouto
- Peter Capaldi – Politické kruhy

### Nejlepší herečka ve vedlejší roli
Mo'Nique – Precious
- Julianne Moore – Single Man
- Vera Farmiga – Lítám v tom
- Anna Kendrick – Lítám v tom
- Natalie Portman – Bratři

### Nejlepší animovaný film
Vzhůru do oblak
- Koralína a svět za tajnými dveřmi
- Ponyo z útesu nad mořem
- Fantastický pan Lišák
- Princezna a žabák

### Nejlepší kamera
Smrt čeká všude – Barry Ackroyd
- Avatar – Mauro Fiore
- Jasná hvězda – Greg Fraser
- Hanebný pancharti – Robert Richardson
- Max a maxipříšerky – Lance Acord

### Nejlepší skladatel
Vzhůru do oblak – Michael Giacchino
- Avatar – James Horner
- Informátor! – Marvin Hamlisch
- Fantastický pan Lišák – Alexandre Desplat
- Max a maxipříšerky – Carter Burwell a Karen Orzolek

### Nejlepší dokument
Anvil! The Story of Anvil
- Zátoka
- O kapitalismu s láskou
- Potraviny, a.s.
- Tyson

### Nejslibnější filmař
Neill Blomkamp – District 9
- Scott Cooper – Crazy Heart
- Cary Joji Fukunaga – Sin Nombre
- Duncan Jones – Moon
- Marc Webb – 500 dní se Summer

### Nejslibnější umělec
Carey Mulligan – Škola života
- Sharlto Copley – District 9
- Christian McKay – Já a Orson Welles
- Max Records – Max a maxipříšerky
- Gabourey Sidibe – Precious